# 及川えみり
及川 えみり（おいかわ えみり、本名：同じ 1975年8月1日 - ）はイラストレーター、元漫画家。東京都出身。血液型はB型。既婚。
1993年、第46回S・B賞努力賞を受賞した「猫の降った日」をきっかけとして『あの娘と私』が『りぼんオリジナル』1993年2月号でデビュー。
1994年に「キューちゃんのなぞなぞ大将」（後に「なぞなぞキューちゃん」に改題）は『りぼんオリジナル』で連載開始した後、『りぼん』でも並行連載され、2003年まで続いた長期連載作品となった。現在は漫画家を引退し、西武バスのイメージキャラクター『エンジェ』のデザインを担当している。

## 作品
漫画
- あの娘と私 （『りぼんオリジナル』1993年2月号）（デビュー作）[注釈 1]
- WONDER CAT（『りぼん』1993年秋のびっくり大増刊号）[注釈 1]
- SUPER CAT（『りぼん』1994年冬休みおたのしみ増刊号）[注釈 1]
- 進め!クイズ王（『りぼんオリジナル』1994年6月号）
- 火星人がやってきた（『りぼん』1994年夏休みおたのしみ増刊号）[注釈 1]
- なぞなぞキューちゃん（『りぼんオリジナル』1994年10月号 - 2003年2月号、『りぼん』1995年10月号 - 2003年3月号）全4巻
連載当初は「キューちゃんのなぞなぞ大将」のタイトルだったが、改題。
- いぬのせんせい（『りぼん』1995年初夏のびっくり大増刊号）
- あなたの見えない世界（『りぼん』1995年秋のびっくり大増刊号）
- ヒヨコの山口さん（『りぼん』1997年早春のびっくり大増刊号）
- ぽるぽるぽるる（『りぼん』1999年早春のびっくり大増刊号 - 2000年秋のびっくり大増刊号）
- 宇宙の王子さん（『りぼん』2002年春のびっくり大増刊号）
- べんりやたまご（『りぼん』2002年初夏のびっくり大増刊号）
- 不思議の森のフェザーテイル（『りぼんオリジナル』2003年4月号・6月号、『りぼん』2003年春のびっくり大増刊号）
- 今日のにゃんこ?（『りぼん』2003年8月号、『りぼんオリジナル』2003年8月号 - 2004年12月号、『りぼん』2003年夏休みびっくり大増刊号 - 2004年秋のびっくり大増刊号）
- ちいさなないしょ話（『りぼん』2005年冬休みびっくり大増刊号 - 2007年春の超びっくり大増刊号）

イラスト
- 西武バスマスコットキャラクター「エンジェ」（イラスト担当[1]）